# Wittipwezelhaai
De wittipwezelhaai (Paragaleus leucolomatus) is een vissensoort uit de familie van de wezelhaaien (Hemigaleidae). De wetenschappelijke naam van de soort is voor het eerst geldig gepubliceerd in 1985 door Compagno & Smale.